# 山东省水利厅
山东省水利厅是中华人民共和国山东省人民政府主管水利工作的组成部门，加挂山东省南水北调工程建设管理局（简称省南水北调局）牌子。

## 历史沿革
中国抗日战争胜利后，1946年1月19日，山东省政府建设厅下设立水利局，负责水利事务。
1949年4月，成立山东省人民政府实业厅水利局。1950年9月，改为山东省人民政府水利局。1952年1月，水利局并入农林厅，与该厅的农田水利处合并为山东省农林厅水利局。
1955年3月，成立山东省水利厅。1956年7月，山东省治淮指挥部并入山东省水利厅。1958年10月，山东省黄河河务局并入山东省水利厅。1961年底至1962年初，水利厅与黄河河务局分设。1966年3月，撤销省水利厅，成立省人委农林办公室，下设山东省水利局。
1966年文化大革命开始后，1967年由省水利局革委会、革命领导小组接替工作，1968年撤销。
1970年2月，成立中共山东省水利局核心领导小组。同年设立山东省水利局。同年11月，山东省水利局改为山东省革命委员会水利局。1979年12月，改为山东省水利厅。
2003年8月11日，山东省机构编制委员会印发《关于设立南水北调工程建设管理局的批复》，同意设立山东省南水北调工程建设管理局，为省水利厅管理的厅级财政拨款事业单位。
2018年10月，根据《山东省机构改革方案》和《中共山东省委、山东省人民政府关于山东省省级机构改革的实施意见》，山东省南水北调工程建设管理局承担的行政职能划归山东省水利厅，山东省水利厅加挂山东省南水北调工程建设管理局（简称省南水北调局）牌子。

## 机构设置
根据《山东省机构改革方案》和《中共山东省委、山东省人民政府关于山东省省级机构改革的实施意见》，山东省水利厅下设：
（2019年2月起施行）
机关处室
- 办公室
- 人事处
- 发展规划处
- 财务审计处
- 农村水利处
- 政策法规处（水政执法监察局）
- 行政许可处
- 水利工程建设处
- 科技与对外合作处
- 水资源管理处（水文处）
- 山东省节约用水办公室
- 水土保持处
- 监督处
- 河湖管理处（河长制工作处）
- 运行管理处
- 水库移民处
- 水旱灾害防御处
- 南水北调工程管理处
- 调水管理处（山东省引黄办公室）
- 机关党委
- 离退休干部处

直属事业单位
- 山东省水利厅机关服务中心
- 山东省海河淮河小清河流域水利管理服务中心
- 山东省调水工程运行维护中心
- 山东水利职业学院
- 山东省水文局
- 山东水利技师学院
- 山东省水利勘测设计院
- 山东省水利科学研究院
- 山东省防汛抗旱物资储备中心
- 山东省水利综合事业服务中心
- 山东省水利工程建设质量与安全中心

## 历任领导
| 姓名   | 任期                  | 备注  |
| ------ | --------------------- | ----- |
| 马驎   | 1983年5月－1990年4月  |       |
| 林廷生 | 1990年4月－1993年1月  |       |
| 王玉柱 | 1993年1月－2000年4月  |       |
| 宋继峰 | 2000年4月－2004年4月  |       |
| 耿福明 | 2004年4月－2008年7月  | [ 4 ] |
| 杜昌文 | 2009年3月－2013年3月  | [ 5 ] |
| 王艺华 | 2013年3月－2017年2月  | [ 6 ] |
| 刘中会 | 2017年2月－2022年12月 | [ 7 ] |
| 黄红光 | 2022年12月－          | [ 8 ] |